# Helmut Junker

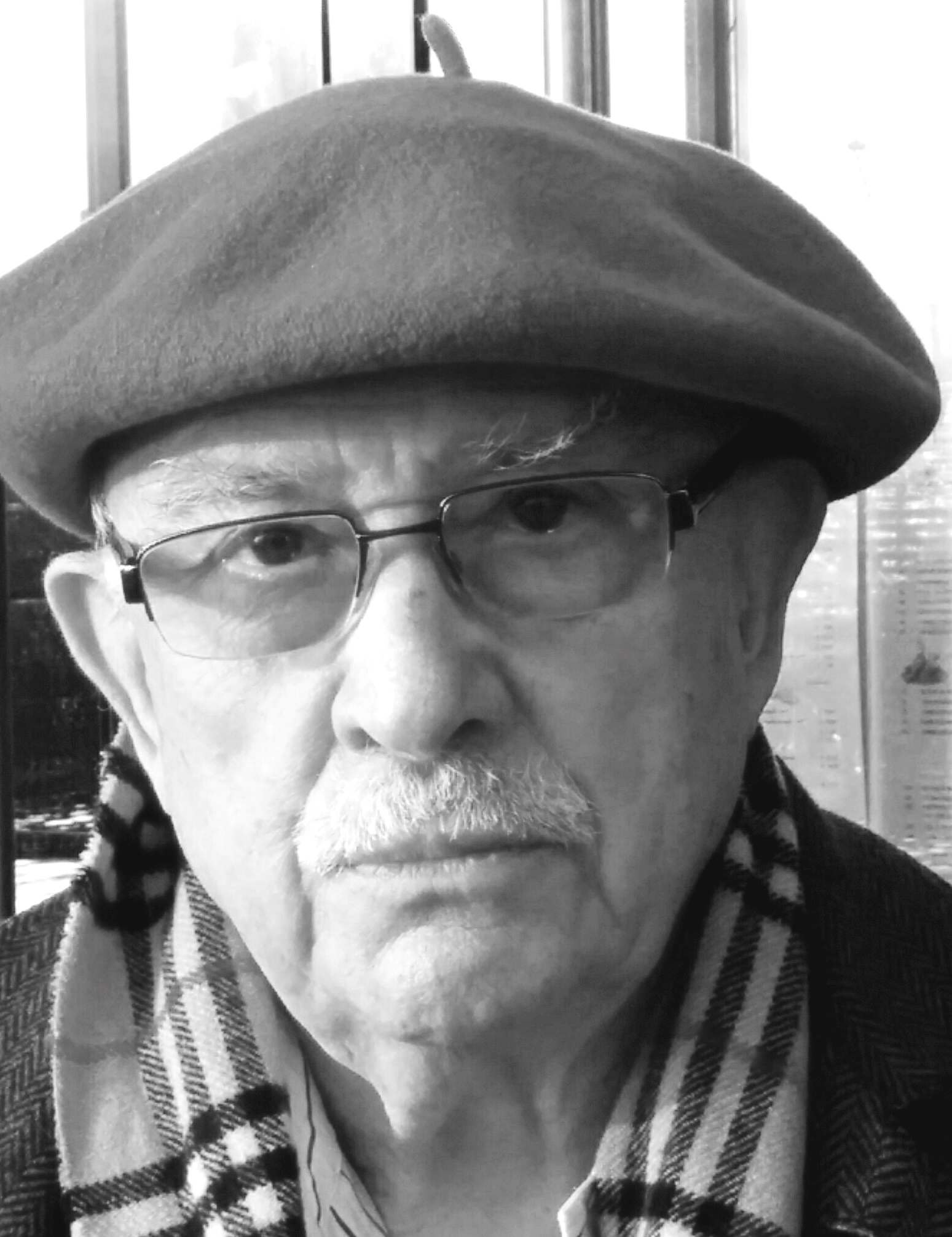
Helmut Junker (2018)

Helmut Junker (* 10. April 1934 in Bergzabern) ist ein deutscher Psychoanalytiker und Schriftsteller.

## Leben
Helmut Junker studierte Rechtswissenschaft und Medizin in Bonn. Er leitete die Psychotherapeutische Forschungs- und Beratungsstelle für Studenten an der Gesamthochschule Kassel. Später übte er eine Professur mit Schwerpunkt Geschichte der Psychoanalyse an der gleichen Hochschule aus. Junker lebt heute in Hamburg und ist in privater Praxis als ärztlicher Psychotherapeut tätig.
Neben wissenschaftlichen Werken zur Psychotherapie veröffentlichte Junker in den Sechzigerjahren mehrere Jugendbücher zu Themen aus der Dritten Welt sowie ab Ende der Siebzigerjahre psychologische Romane und Erzählungen.
Aktuell richtet sich sein Interesse wieder auf psychoanalytisch orientierte Erzählungen (siehe unter Werke).

## Werke
- Entscheidung am Tipuani, Würzburg 1960
- Barfuß nach Bombay, Würzburg 1962
- Der Mantel des Hiu Tsang, Würzburg 1964
- Bleib nicht in Kerfahan, Würzburg 1967
- Hinter den Fronten, Würzburg 1969
- Ein Mann ohne Klasse, Frankfurt am Main 1979 (zusammen mit Jochen Link)
- Anna, Frankfurt am Main 1981 (zusammen mit Jochen Link)
- Psychotherapeutisch denken, Berlin [u. a.] 1984 (zusammen mit Theo Wassner)
- Traumkurs, Frankfurt am Main 1985
- Von Freud in den Freudianern, Tübingen 1991
- Nachanalyse, Tübingen 1993
- Unter Übermenschen, Tübingen 1997
- Beziehungsweisen: die tiefenspychologische Praxis zwischen Technik und Begegnung, Edition Diskord, Tübingen 2005, ISBN 978-3-8929-5759-1.
- Intersubjektivität und impliziertes Gedächtnis: Reflexionen veränderter therapeutischer Praxis, Brandes & Apsel, Frankfurt 2013, ISBN 978-3-9555-8007-0.
- ELLEN, das Mädchen aus der Babyklappe – Bericht über eine magersüchtige Jugendliche, Frankfurt 2015
- DORO – eine entwicklungspsychologische Erzählung, Verlag Bookmundo 2022, ISBN 978-9-4036-8411-6.

## Übersetzungen
- Walter B. Cannon: Wut, Hunger, Angst und Schmerz : eine Physiologie der Emotionen, München [u. a.] 1975 (Orig. erstmals 1915).
- Patrick J. Mahony: Der Schriftsteller Sigmund Freud, Frankfurt am Main 1989

| Personendaten    | Personendaten                                 |
| ---------------- | --------------------------------------------- |
| NAME             | Junker, Helmut                                |
| KURZBESCHREIBUNG | deutscher Psychoanalytiker und Schriftsteller |
| GEBURTSDATUM     | 10. April 1934                                |
| GEBURTSORT       | Bergzabern, Pfalz                             |